# James Clay
James Earl Clay (Dallas, 8 september 1935 - aldaar, 1 januari 1994) was een Amerikaanse jazzmuzikant (tenorsaxofoon, fluit).

## Carrière
Tijdens zijn schooltijd speelde Clay altsaxofoon, werd beroepsmuzikant en speelde met plaatselijke bands in Dallas, waaronder ook met Booker Ervin. Later ging hij naar Californië, waar hij in 1956 voor Jazz West Records het album Tenormen opnam met Larance Marable en Sonny Clark. In 1957 speelde hij in Red Mitchells kwartet. Aan het eind van 1957 keerde hij terug naar zijn geboortestad Dallas en vervulde in 1959 zijn militaire dienstplicht. In 1957 ontstonden nog opnamen met Lawrence Marable en Red Mitchell en onder zijn eigen naam in 1960 twee albums met David Newman, Wynton Kelly, Nat Adderley en Victor Feldman. Tijdens de jaren 1980 waagde Clay een comeback in het jazzcircuit. Hij speelde in 1987 met Bill Perkins en in 1988 met Don Cherry op diens album Art Deco. Zijn stijl werd sterk beïnvloed door Sonny Rollins.

## Overlijden
James Clay overleed in januari 1994 op 58-jarige leeftijd.

## Discografie
- 1956: Tenorman (met Lawrence Marable) (Jazz West Records)
- 1960: The Sound Of The Wide Open Spaces (met David 'Fathead' Newman) (Riverside Records)
- 1960: A Double Dose Of Soul (Riverside Records)
- 1987: Right Chemistry (met Bill Perkins) (Jazz West Records)
- 1991: I Let A Song Go Out Of My Heart (Antilles Records)

### Als sideman
- 1957: Red Mitchell: Presenting Red Mitchell (Contemporary Records)
- 1960: Wes Montgomery: Movin' Along (Riverside Records)
- 1988: Don Cherry: Art Deco (A&M Records)
- 1954, 1957: Lorraine Geller: Memorial

- Bibsys: 2061635
- Biblioteca Nacional de España: XX4447867
- Bibliothèque nationale de France: cb139250958 (data)
- Gemeinsame Normdatei: 135174767
- International Standard Name Identifier: 0000 0001 1809 8737
- Library of Congress Control Number: no2008111651
- MusicBrainz: 5e10d83c-5963-40d9-96d4-8b3c1ac94504
- Système universitaire de documentation: 116476281
- Virtual International Authority File: 41657745
- WorldCat: E39PBJw4yvybpqYFm83FbxpMfq